# Norashen (Tavush)
Norashen (en armenio: Նորաշեն), es una comunidad rural en el nordeste de Armenia en la provincia de Tavush.
En 2008 tiene 1746 habitantes.

## Geografía

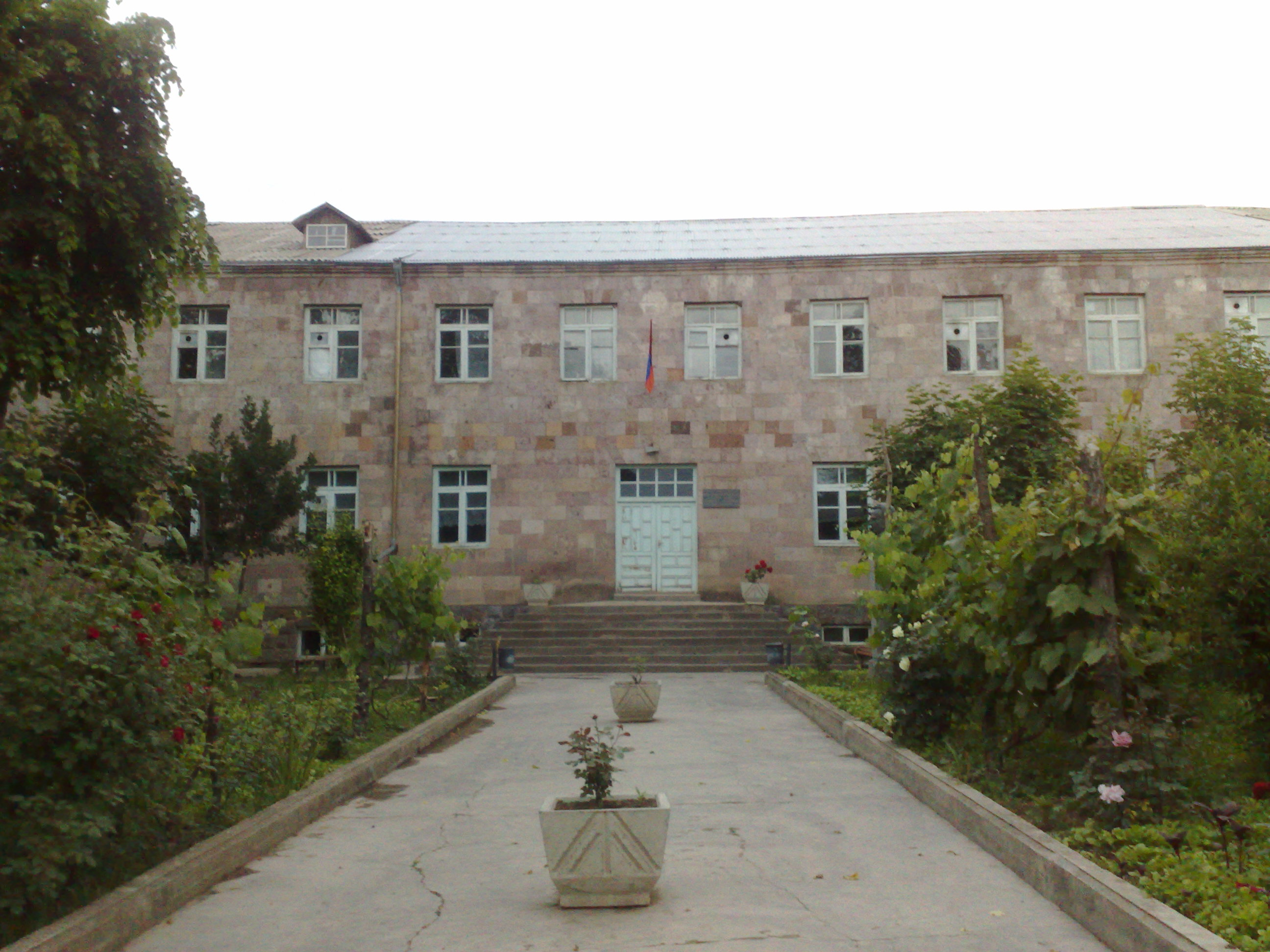
La escuela de Norashen

Norashen colinda con municipios de Mosesgegh, Verin Karmir aghbyur, Chorathan y Aygepar. Hay una construcción ciclópea cerca de la villa.